# Vapeninsamlingen i Kosovo (1955–1956)
Vapeninsamlingen i Kosovo (1955-1956) var en jugoslavisk, politisk, operation utförd av Aleksandar Ranković, den dåvarande inrikesministern. Avsikten med operationen var att med våld och tortyr samla in illegala vapen från den albanska civilbefolkningen. Operationen utfördes av den ultranationalistiska ledningen, styrd av Ranković och hans agenter. De torterade, fängslade, dödade och förföljde den albanska civilbefolkningen. Över 30 000 albaner utsattes, varav 100 torterades. Tusentals andra tvingades från sina hem och många emigrerade till Albanien och Turkiet. Till fängelset i Nis fördes över 2000 albaner. Denna operation avslutades snabbt av Josip Broz Tito, som konstaterade att Alexandar Rankovics rasistiska metoder snarare var nationalistiska än kommunistiska. Operationen ledde till stora spänningar mellan albaner och serber. Rankovics planerade att utvisa 40 000 albaner till Turkiet med avsikten att kolonisera albanska byar.

## Bakgrund
Innan vapeninsamlingen hade en rad liknande aktioner, med syfte att förtrycka den albanska befolkningen, iscensatts av den dåvarande jugoslaviska ledningen. Från 1912-1918 och senare mellan 1930 och 1945 utfördes en rad terroraktioner riktade mot civilbefolkningen. Dessa operationer leddes av Vesovic, Cubrilovic och senare av Rankovic och Milosevic. Avsikten med operationerna var att knäcka den albanska kampviljan som ökat efter de serbiska massakern på albaner. Den serbiska säkerhetstjänsten UDB planerade noga vapeninsamlingen.

## Operationen
Rankovics avdelning förföljde och utvisade albaner. En annan taktik var den statliga rekvisitionen av albaner, som innebar att de skulle lämna sina hem och inte återvända. Den albanska minoriteten, garanterad av Tito, inskränktes av Rankovic. Operationen började vintern 1955 och fortsatte fram till våren 1956. Den albanska civilbefolkningen anklagades för komplotter mot Jugoslavien, genom att ansluta sig till Kosovo. Kosovo deklarerade som Jugoslaviens "farligaste zon med risk för irredentism" och att "fienden därför behövde avväpnas". Områden som drabbades hårt av operationen var Rugova, Smire, Logje, Vrelle, Rakosh, Suharek, Serbice, Krushe, Kllokot och Shalë. En avsikt var också att öka den albanofobiska propagandan och att rättfärdiga placeringar av montenegrinska kolonisatörer i albanska byar.

## Effekter
Stora operationer inleddes redan under andra världskriget vilket ledde till att många albaner tvingades fly. De första operationerna började redan 1920, vilket gjorde att en del albaner gick med kachakerna. Jugoslaverna ville betala Turkiet 17 miljoner dinarer för att ta emot albanerna, men detta vägrade Turkiet, då de ville ha 20 miljoner. 19 500 familjer tvingades till Turkiet i 1000 kolonier. 48 000 familjer totalt anlände, om man räknar de som tilldelades mark. Överlag misslyckades Rankovics operation och albanernas stora nativitet gjorde att den albanska befolkningen inte minskade. Montenegrinska och serbiska kolonisatörer lyckades inte kolonisera i den takt och mängd man hade hoppats på. Detta skapade stora spänningar mellan albaner och serber och kom att öka fientligheten mellan dessa grupper.